# Serventes de la Santíssima Trinitat i dels Pobres
Les Serventes de la Santíssima Trinitat i dels Pobres, en espanyol Siervas de la Santísima Trinidad y de los Pobres, són una congregació religiosa, les germanes de la qual posposen al nom les sigles SS.T.PP.

## Història
La congregació fou fundada per Vicenta Chávez Orozco (1867-1949) amb l'ajut del sacerdot Miguel Cano Gutiérrez. Arran d'una malaltia, Vicenta havia estat ingressada en un petit hospital per a pobres, el de la Santíssima Trinitat, del barri de Mexicaltzingo (Guadalajara) que havia creat un sacerdot del barri. Durant la seva estada, va decidir de dedicar-ne la vida a ajudar els malalts. Hi treballà i el 25 de desembre de 1897, amb dues companyes, va emetre els vots privats de pobresa, obediència i castedat.
El 12 de maig de 1905, la comunitat rebé l'aprovació de l'arquebisbe de Guadalajara José de Jesús Ortíz y Rodríguez i prengué el nom de Serventes dels Pobres. Aprovada per la Santa Seu, es convertí en institut de dret diocesà el 10 d'agost de 1911, ja amb el nom definitiu, que recollia el de l'hospital on havia estat originada. Foren adscrites a l'Orde dels Frares Menors el 2 d'octubre de 1939 i obtingué el decret de lloança pontifici el 28 d'abril de 1962

## Activitats i difusió
Les Serventes dels Pobres es dediquen a l'assistència a malalts i ancians en hospitals i cases de repós.
En 2006 eren 151 religioses en 24 cases situades arreu de Mèxic, amb seu general a Guadalajara.